# Железнодорожный транспорт в Габоне
Железнодорожный транспорт Габона — линия железной дороги на территории Габона, начала строиться в 1974 году. Она связала столицу Либревиль и город Франсвиль, находящийся вблизи с границей с Республикой Конго. Частичная эксплуатация линии началась в 1978 году, а в 1987 году линия была открыта целиком. Ныне это Трансгабонская железная дорога (фр. Transgabonais).
На дороге используется ширина колеи 1435 мм. На 1988 год протяжённость линии составляла 523 км, к 2014 году увеличилась до 649 км.

## Железнодорожные связи со смежными странами
- Камерун — нет, изменение ширины колеи с 1435 мм на 1000 мм.
- Республика Конго — нет, изменение ширины колеи с 1435 мм на 1067 мм.
- Экваториальная Гвинея — нет железных дорог.